# Ивана Ђерисило
Ивана Ђерисило (8. август 1983. у Београду, СФРЈ) је српска одбојкашица и бивша репрезентативка Србије. Заједно са репрезентацијом, освојила је бронзану медаљу на Светском првенству у Јапану 2006. године.
Због озбиљне повреде, пропустила је Европско првенство 2007. године, када је српска репрезентација поражена у финалном мечу од репрезентације Италије.
Године 2006. удала се за Бориса Станковића, и узела његово презиме.